# Trillium taiwanense
Trillium taiwanense är en nysrotsväxtart som beskrevs av Shao Shun Ying. Trillium taiwanense ingår i släktet treblad, och familjen nysrotsväxter. Inga underarter finns listade.